# Licinius
Gaius Valerius Licinianus Licinius (kolem 265 dolní Podunají – jaro 325 Soluň) byl římský císař panující od 11. listopadu 308 do 19. září 324 na východě impéria. Jeho spoluvládcem na západě byl jeden z nejvýznamnějších vladařů pozdní antiky, Konstantin Veliký.

## Původ a kariéra
Licinius pocházel oblasti, která byla od Aurelianových časů součástí provincie Dacia Nova na pravém břehu Dunaje. Jeho rodiče byli rolníky a on svůj prostý původ později nijak neskrýval. Údaj Historie Augusty, že za svého předka oficiálně vyhlašoval císaře Philippa Araba, je dnes považován za fikci autora tohoto pozdně antického souboru biografií. Do stavu manželského vstoupil Licinius z politických důvodů až téměř v padesáti letech.
Není známo, kdy a jak zahájil službu v armádě, ví se jen, že tam poznal Galeria, budoucího Diocletianova caesara, a prošel s ním rozličná bojiště, včetně války s Peršany roku 297, při níž se vyznamenal. Galeria – už jako císaře – doprovázel i do války s uzurpátorem Maxentiem roku 307, kdy působil coby vyjednavač.

## Proklamace za císaře
Císařem byl proklamován 11. listopadu 308 v Carnuntu za přítomnosti Galeria a Diocletiana, kteří zde projednávali složitou situaci v říši po Maxentiově uzurpaci a smrti západního císaře Flavia Severa. Galerius ho chtěl učinit svým spoluvladařem již v roce 306, kdy zemřel císař Constantius Chlorus, avšak tyto snahy tehdy překazil Constantiův syn Konstantin, který sám sáhl po purpuru. Na rozdíl od ostatních vladařů druhé, třetí i čtvrté tetrarchie získal Licinius rovnou titul plnoprávného císaře – augusta, aniž by předtím byl kdy caesarem, tedy mladším spoluvladařem stávajících augustů.

## Vláda
Liciniova sféra vlivu se zpočátku omezovala na relativně malou oblast mezi Alpami a Dunajem, neboť Itálii, která mu byla přiřčena, nadále ovládal uzurpátor Maxentius v Římě. Jeho vyhlídky však přesto vypadaly nadějně – churavějící Galerius si totiž právě jej vyhlédl za svého dědice. Vedle Maxentia mu přirozený protivník vyvstal především v osobě ambiciózního Maximina Daji na východě, někdejšího Galeriova caesara, který se o své vůli prohlásil v roce 310 augustem.
Konflikt mezi nimi propukl hned po Galeriově smrti v roce 311, neboť Maximinus Daia obsadil celou Malou Asii a přemístil se vojskem až k Bosporu. Nakonec se však oba císaři setkali na lodi v úžině a uzavřeli dohodu, podle níž každému připadly ty části říše, které právě ovládali. Rozhodující zápas o vliv na východě se tím jen odsunul do budoucna a Licinius i Maximinus usilovně hledali spojence. První ho našel v Konstantinovi na západě, a zasnoubil se proto s jeho sestrou Constantií, druhý navázal tajné styky s Maxentiem v Itálii.

### Vítězství nad Maximinem
V roce 312 dokončili Maxentius i Maximinus Daia přípravy na válku a Maxentiův prefekt Pompeianus Ruricius se chystal vytáhnout z Verony směrem k Brennerskému průsmyku. Ale do dění nečekaně zasáhl Konstantin, dobyl Veronu a 28. října 312 porazil Maxentia v bitvě u Milvijského mostu. Licinius, proti němuž byla válka vlastně zaměřena, zůstal po celou dobu stranou a svým chováním vzbudil u pozdějších historiků dojem, že mu nebylo proti mysli, když se Konstantin a Maxentius navzájem vyčerpávali v bojích. Do Itálie se odebral teprve po Maxentiově smrti, aby zde uzavřel sňatek se svou snoubenkou Constantií.
Svatební oslavy byly příležitostí k politickým rozhovorům, které vyústily ve společné vyhlášení ženicha a švagra týkající se tolerance vůči křesťanům (tzv. edikt milánský). Licinius se dlouho nezdržel a rychle odcestoval na východ, neboť Maximinus Daia zatím překročil Bospor a obsadil města Byzantion a Hérakleia v Evropě. V následné bitvě u Campus Serenus mezi poštovními stanicemi Tzirallum a Drizipara utrpěla vojska útočníka 30. dubna 313 těžkou porážku a Maximinus uprchl do Malé Asie, kde za nejasných okolností zahynul.

### Konflikt s Konstantinem
Jakmile ovládl celý východ včetně Egypta, dal Licinius povraždit rodinné příslušníky všech bývalých císařů a neušetřil ani Galeriovu ženu a syna, třebaže ho s Galeriem pojilo dlouholeté osobní přátelství. Jeho snahou však obecně nebyla konfrontace, nýbrž konsolidace, byť se pozdější Konstantinovi straníci snažili vylíčit ho ve špatném světle. V duchu politiky dohodnuté v Miláně nařídil vrátit církvi odňaté modlitebny a v zákoně z 13. června 313 vyhlásil plnou náboženskou toleranci.
S Konstantinem se dostal brzy do konfliktu, prý z toho důvodu, že se ho snažil odklidit z cesty. V bitvě u Cibelae zvítězil 8. října 314 s přehledem Konstantin a Licinius uprchl do Thrákie, kde usilovně shromažďoval novou armádu a zároveň jmenoval nového císaře pro západ, Valeria Valenta. U Campus Mardiensis poblíž Philippopole se koncem roku střetli nerozhodně, jen s velkými ztrátami na obou stranách. Za těchto okolností nemělo smysl pokračovat v bojích, Licinius sesadil Valenta a dal ho zabít, Konstantin pak obdržel do správy dvě nové diecéze, Panonii a Makedonii, přičemž zbytek držav potvrdil Liciniovi. Dne 1. ledna 315 nastoupili oba císaři společný konzulát.

### Problémy s církví

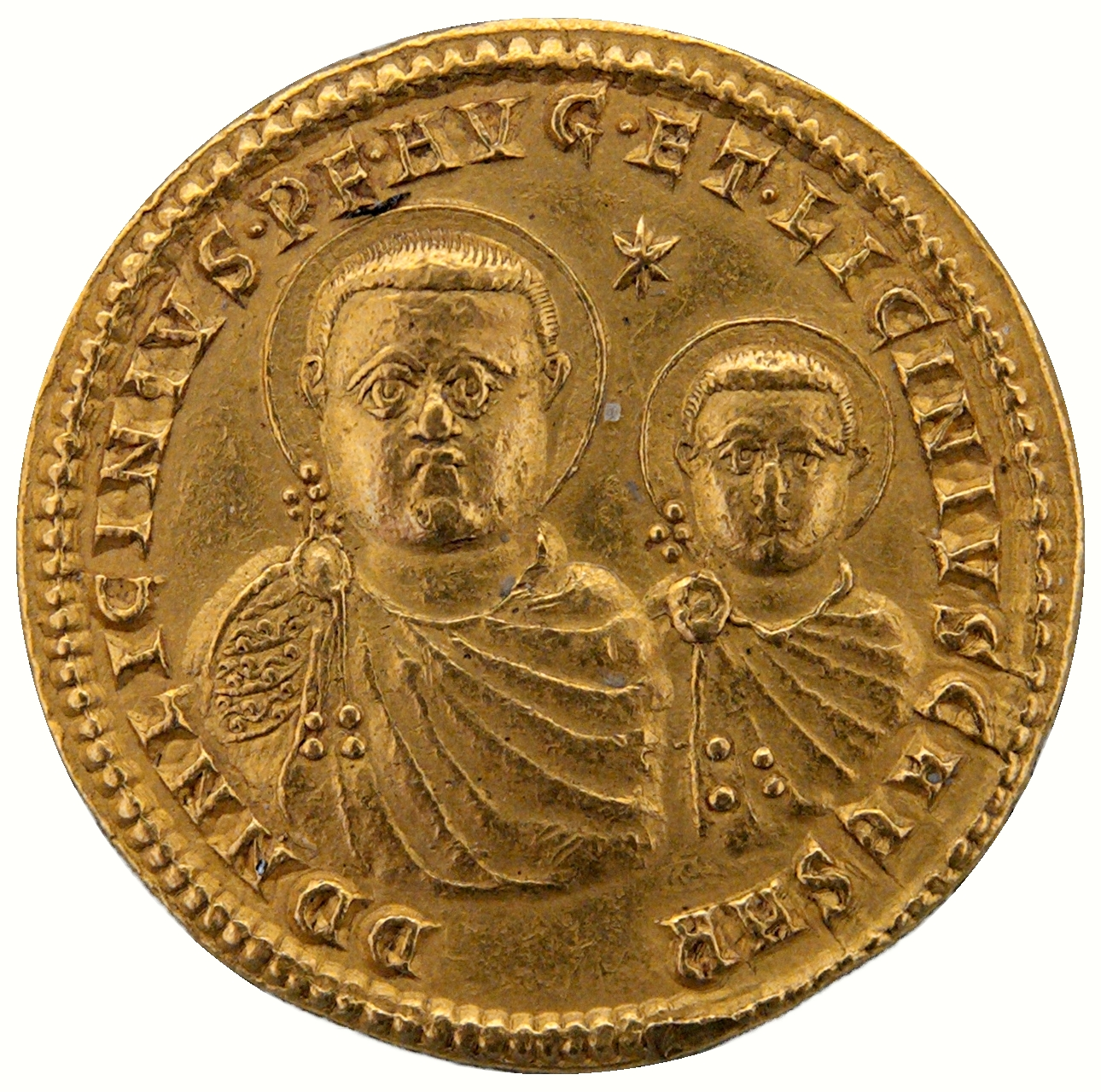
Licinius a jeho syn Licinianus

Soulad mezi Liciniem a Konstantinem, vyjádřený v roce 317 jmenováním nových caesarů (Konstantinových synů Crispa a Konstantina a Liciniova syna Liciniana), opětovně narušil ariánský spor, v němž se Licinius zřetelně postavil na stranu Areia a proti křesťanské ortodoxii. Licinius sice nikdy osobně nepřijal křest, stejně jako Konstantin se však prezentoval jako ochránce církve a její dobrodinec. To vše se změnilo ve chvíli, kdy alexandrijský biskup Alexandr odsoudil proti jeho přání Areiovo učení a křesťanský východ se rozštěpil na dva tábory.
Počínaje rokem 320 byli křesťané postupně vytlačováni z administrativy i z řad elitních jednotek bez ohledu na to, na čí straně stáli. Císař zjevně usoudil, že neposlušnost biskupa Alexandra prokazuje neloajalitu všech zastánců Kristova učení. Byly zakázány synody, zavírány kostely, a došlo i na otevřené formy pronásledování. Vztahy s Konstantinem, který křesťany podporoval z přesvědčení, klesly na bod mrazu a napětí přiživil i fakt, že při volbách konzulů preferoval Konstantin své syny, a nikoli Liciniana – o jeho snaze získat postavení prvního augusta ani nemluvě.

### Liciniův pád
Obě strany se více či méně otevřeně připravovaly na měření sil. Podle antických autorů shromáždil Licinius celkem 150 000 pěšáků, 1500 jezdců a 350 lodí, Konstantin pak asi 120 000 vojáků, 10 000 jezdců, 200 galér a 2000 nákladních plavidel. Záminkou k válce se stal Konstantinův útok proti gótským nájezdníkům, při němž jeho vojsko vstoupilo na území přiznané roku 314 Liciniovi.
Na počátku léta 324 se Konstantinovi podařilo překročit lstí řeku Hebros a 3. července připravit soupeři u Adrianopole takovou porážku, že na poli zůstalo 34 000 vojáků a velká část ostatních se vzdala. Licinius se dostal do obklíčení v Byzantiu, odkud uprchl do Chalkedonu v Malé Asii. Jeho loďstvo zatím překvapila velká bouře, která zničila 130 galér a zahubila 5000 námořníků; zbytek Konstantinův syn Crispus zajal.
Pozici východního císaře už nemohlo zachránit ani urychlené jmenování magistra officiorum Martiniana spolucísařem, ani soustředění nového vojska o síle 130 000 mužů u Chrysopole. Dne 18. září 324 mu Konstantin uštědřil další těžkou porážku a z bitvy uniklo jen asi 30 000 mužů, 25 000 jich padlo. Licinius prchl do Nikomedie, kde se chystal bránit, nakonec se však po zásahu své manželky Constantie vydal Konstantinovi, byl zbaven trůnu a poslán do vyhnanství v Soluni. Tam žil ještě půl roku, než ho Konstantin za údajný komplot nechal popravit.

## Obraz císaře
Vítězná strana vynaložila značné úsilí, aby očernila pověst svrženého císaře – především poukazy na jeho krutost. Zdůrazňovalo se, že zavinil smrt Severiana, syna císaře Severa, a Candidiana, nemanželského syna Galeriova. Zmiňoval se i osud manželky a dcery císaře Diocletiana. Licinius byl popisován jako zastánce pohanů a pronásledovatel církve, jakkoli byl tento obraz sporný – po většinu své vlády se totiž choval ke křesťanům příznivě. Jeho krutost nebyla obecně o nic větší než krutost Konstantina Velikého. Ten dal po Liciniově pádu popravit svého syna a manželku a byl patrně zodpovědný i za smrt svého tchána Maximiana Herculia.